# Synogarlica maskareńska
Synogarlica maskareńska (Nesoenas rodericanus) – gatunek wymarłego ptaka z rodziny gołębiowatych (Columbidae). Występował na maskareńskiej wyspie Rodrigues. Znany jest ze szczątków subfosylnych oraz opisów Leguata (1708) i Tafforeta (1726).

## Taksonomia
Po raz pierwszy formalnie gatunek opisał Alphonse Milne-Edwards w 1874. Holotyp stanowił mostek i inne szczątki subfosylne, odkryte razem z pozostałościami dronta samotnego (Pezophaps solitaria). Autor nadał nowemu gatunkowi nazwę Columba rodericana. Obecnie (2023) Międzynarodowy Komitet Ornitologiczny umieszcza synogarlicę maskareńską w rodzaju Nesoenas. Różni autorzy przenosili ten gatunek także do rodzajów Streptopelia, Alectroenas i Ptilinopus.

## Morfologia i zachowanie
Synogarlice maskareńskie osiągały rozmiary afrykańskich turkaweczek białoczelnych (Turtur tympanistria), ich upierzenie było w większości łupkowoszare. Leguat i jego towarzysze wabili te łagodne i ufne ptaki do ogrodowego stolika i dzielili się resztkami; szczególnie lubiły nasiona melona. Przylatywały zawsze o porze posiłku. Zesłańcy wiązali im kolorowy materiał na nogach by wiedzieć, gdy oswojony ptak znów przyleci. W 1693 i 1725 odnotowano, że synogarlice żerują na wyspie, ale gniazdują głównie poza nią, wśród drzew na nadbrzeżnych wysepkach wolnych od zawleczonych w XVII wieku szczurów. Leguat wspomniał, że synogarlice stanowiły źródło dobrego mięsa.

## Wymarcie
Ostatnich informacji o synogarlicach maskareńskich dostarczył Tafforet (1726). W 1761 na Rodrigues przebywał duchowny i astronom Alexandre Guy Pingré, zauważył brak gołębi na wyspie. Gatunek musiał wymrzeć między 1726 a 1761 w związku z dotarciem szczurów na wcześniej wolne od nich wyspy. Obecność tych ssaków odnotował zarówno Tafforet, jak i Leguat.